# Baronia feudale inglese
La baronia feudale inglese era costituita da vassalli, detti tenens in capite, i cui possedimenti erano stati assegnati direttamente re dopo l'omaggio feudale, in contrapposizione ai vassalli che gli era stata data da un altro nobile o da un ecclesiastico. La baronia feudale era, pertanto, il più alto grado di possesso feudale della terra. I doveri e i privilegi concessi ai baroni feudali non erano esattamente definiti, ma riguardavano l'obbligo di fornire soldati all'esercito reale su richiesta del re e il privilegio di far parte della corte regia, istituzione precursore del parlamento inglese.
Durante il medioevo, dopo la conquista normanna dell'Inghilterra, i rapporti tra i baroni e il sovrano non furono mai particolarmente facili. Già i primi due sovrani plantageneti sul trono d'Inghilterra, Enrico II e Riccardo, si inimicarono la baronia del regno a causa del loro governo autoritario e delle molte tasse imposte per finanziare le campagne militari. Gli attriti raggiunsero l'apice con Giovanni, il terzo re plantageneto, a causa della sua sconfitta nella battaglia di Bouvines del 1214 che aveva vanificato anni di sforzi bellici costati elevati capitali.
Nel 1215 i baroni presentarono a Giovanni la cosiddetta ignota Carta delle libertà in cui essi riassumevano le loro richieste, gran parte delle quali già presenti nello statuto delle libertà concesso da Enrico I d'Inghilterra nel 1100. Tali richieste vennero poi successivamente riproposte nella carta dei Baroni, redatta probabilmente nel giugno 1215. Questi documenti furono il preludio alla concessione da parte di Giovanni della Magna Carta come tentativo di mettere freno alle ribellioni dei baroni.
Tuttavia, fin da subito, la Magna Carta non venne rispettata causando la prima guerra dei baroni con i ribelli che chiamarono il delfino di Francia, il futuro Luigi VIII, in aiuto, offrendogli nel contempo il trono inglese di cui poteva vantare delle legittime, sebbene flebili, rivendicazioni. La guerra si concluse tuttavia con un ritorno allo status quo. Nel 1264 scoppiò una seconda guerra dei baroni a seguito di un verdetto, chiamato Dit d'Amiens, emesso da Luigi IX di Francia e giudicato svantaggioso dagli stessi baroni.
La baronia feudale cessò di esistere a seguito del Tenures Abolition Act 1660, emanato dal Parlamento inglese, che cambiò la natura di diversi tipi di proprietà terriera feudale nel paese.